# Beerfelden
Beerfelden è una frazione della città tedesca di Oberzent, nel land dell'Assia. Copre un'area di 71,18 km². La popolazione è di 6.571 persone (al 31 dicembre 2010).

## Storia
Il 1º gennaio 2018 la città di Beerfelden venne fusa con i comuni di Hesseneck, Rothenberg e Sensbachtal, formando la città di Oberzent.